# Kiril Barbutov
Kiril Gueorguiev Barbutov (en búlgaro: Кирил Георгиев Барбутов; Pétrich, 13 de junio de 1967) es un deportista búlgaro que compitió en lucha libre. Ganó tres medallas en el Campeonato Europeo de Lucha entre los años 1989 y 1992.

## Palmarés internacional
| Campeonato Europeo | Campeonato Europeo | Campeonato Europeo | Campeonato Europeo |
| Año                | Lugar              | Medalla            | Categoría          |
| ------------------ | ------------------ | ------------------ | ------------------ |
| 1989               | Ankara (Turquía)   | Medalla de bronce  | 130 kg             |
| 1990               | Poznań (Polonia)   | Medalla de plata   | 130 kg             |
| 1992               | Kaposvár (Hungría) | Medalla de bronce  | 130 kg             |